# Stara Dąbrowa (gromada w powiecie stargardzkim)
Stara Dąbrowa (do 31 XII 1961 Nowa Dąbrowa) – dawna gromada, czyli najmniejsza jednostka podziału terytorialnego Polskiej Rzeczypospolitej Ludowej w latach 1954–1972.
Gromady, z gromadzkimi radami narodowymi (GRN) jako organami władzy najniższego stopnia na wsi, funkcjonowały od reformy reorganizującej administrację wiejską przeprowadzonej jesienią 1954 do momentu ich zniesienia z dniem 1 stycznia 1973, tym samym wypierając organizację gminną w latach 1954–1972.
Gromadę Dobrzany z siedzibą GRN w Starej Dąbrowie utworzono 1 stycznia 1962 w powiecie stargardzkim w woj. szczecińskim w związku z przeniesieniem siedziby gromady Nowa Dąbrowa z Nowej Dąbrowy do Starej Dąbrowy i zmianą nazwy jednostki na gromada Stara Dąbrowa; równocześnie do gromady Stara Dąbrowa włączono miejscowości Wiry, Chlebówko, Rokicie i Białuń ze zniesionej gromady Chlebówek oraz miejscowości Piaszno, Storkówko, Parlino, Tolcz, Łęczówka, Załęcze, Łęczyca, Łęczyna i Moskorze ze zniesionej gromady Łęczyca w tymże powiecie.
Gromada przetrwała do końca 1972 roku, czyli do kolejnej reformy gminnej. 1 stycznia 1973 w powiecie stargardzkim utworzono gminę Stara Dąbrowa